# Sự kiện rừng Rendlesham
Sự kiện rừng Rendlesham là một loạt trường hợp có người báo cáo đã tận mắt nhìn thấy luồng sáng bí ẩn tọa lạc gần khu rừng Rendlesham ở Suffolk, nước Anh vào cuối tháng 12 năm 1980, có liên quan đến lời xác nhận về vụ UFO hạ cánh nơi đây. Sự kiện này xảy ra ngay bên ngoài căn cứ RAF Woodbridge của Không quân Hoàng gia Anh từng được Không quân Mỹ (USAF) sử dụng vào thời điểm đó. Nhân viên USAF bao gồm cả phó chỉ huy căn cứ này là Trung tá Charles I. Halt đã tuyên bố ông được dịp quan sát những thứ mà họ mô tả là trường hợp chứng kiến UFO cùng những hàng ký tự lạ lùng trên đó.
Cho đến nay, vẫn chưa có lời giải thích chi tiết về vụ việc, và chính phủ Anh cũng không thể giải thích rõ ràng. Trường hợp này là sự kiện nổi tiếng nhất trong số các sự kiện UFO đã xảy ra công khai ở Vương quốc Anh, và là một trong những sự kiện UFO được báo cáo nổi tiếng nhất trên toàn thế giới. Nó được đem ra so sánh với sự kiện UFO Roswell bên Mỹ và đôi khi được gọi là "Roswell nước Anh".
Bộ Quốc phòng Anh cho rằng sự kiện này không đe dọa đến an ninh quốc gia và do vậy nó chẳng bao giờ được điều tra như một vấn đề an ninh. Nhóm nhà nghiên cứu theo chủ nghĩa hoài nghi đã giải thích vụ này là sự hiểu nhầm một loạt ánh sáng về đêm: quả cầu lửa, hải đăng Orfordness và những ngôi sao sáng.
Chính phủ Anh ngay lập tức tiến hành điều tra liên tiếp các bên và cư dân gần đó, kể cả những bản báo cáo của cảnh sát địa phương cũng được kiểm tra kỹ càng. Thông điệp ẩn giấu bên trên chiếc UFO này về sau bị ngăn chặn phát tán ra bên ngoài và chìm vào quên lãng. Cho đến ngày nay, vụ việc vẫn chưa được giải quyết thấu đáo.